# 富田達夫
富田 達夫（とみた たつお、1949年〈昭和24年〉7月5日 - ）は、日本の技術者、経営者。
情報処理推進機構理事長、富士通研究所取締役会長、情報処理学会会長（第28代）などを歴任。

## 来歴
東京都出身。1972年（昭和47年）12月、東京大学理学部物理学科を卒業し、翌1973年（昭和48年）12月に富士通へ入社。入社以来、IT関連の製品開発に従事し、経営幹部としてミッションクリティカル領域や携帯電話事業等のコンシューマー領域の立ち上げ・拡大など、富士通の全プロダクト事業を統括した。
富士通経営執行役兼モバイルフォン事業本部長、同社経営執行役常務兼システムプロダクトビジネスグループ長、同社取締役副社長（プロダクトビジネスグループ担当）兼ユビキタスプロダクトビジネスグループ長、同社代表取締役副社長兼プロダクトビジネスグループ担当、富士通研究所代表取締役社長、同取締役会長などを歴任。この他、産業界において、産業競争力懇談会実行委員会委員、日本経済団体連合会産業技術委員会企画部会委員、日本学術振興会協力会評議員などの公職を務め、情報処理技術の発展や日本の産業競争力の強化に尽力。また、日本技術者教育認定機構や情報処理学会歴史特別委員会で技術人材の育成や表彰に貢献し、日本技術者教育認定機構委員や情報処理学会会長を務めた。
情報処理学会会長として、ジュニア会員向けの施策強化や初中等教育向けの情報教育支援、認定情報技術者制度の運営や若手研究者との企業マッチングサービス等の取り組みに寄与した。
2015年（平成27年）3月、静岡大学大学院自然科学系教育部情報科学専攻博士課程を修了。
2016年（平成28年）1月5日、独立行政法人情報処理推進機構理事長に就任。
2018年（平成30年）4月1日、独立行政法人情報処理推進機構理事長に再任。2023年（令和5年）3月31日、理事長を退任。